# Mohamed Taieb
Mohamed al-Taieb (in arabo محمد الطيب‎?; 15 ottobre 1996) è un canottiere tunisino.

## Biografia
Ha rappresentato la Tunisia ai Giochi olimpici estivi di Rio de Janeiro 2016 nel singolo, dove è stato eliminato ai quarti, concludendo in ventisettesima posizione.
Ai Giochi panafricani di Rabat 2019, disputati nelle acque di Salé ha vinto due medaglie d'oro, nel singolo 500 metri e nel singolo 1000 metri, e una d'argento nella staffetta 2×500 metri mista, in coppia con la connazionale Khadija Krimi.

## Palmarès
- Giochi panafricani

Rabat 2019: oro nel singolo 1000 m; oro nel singolo 500 m; argento nella staffetta 2×500 metri mista;